# France nouvelle
France nouvelle est un mensuel créé à Alger en décembre 1943 par le Parti communiste français, dont neuf numéros paraissent dans la Résistance jusqu’en août 1944, et qui deviendra en 1945 un hebdomadaire conservant cette périodicité jusqu'à sa disparition en 1979.

## Historique

### La création en Algérie
Le journal est fondé en Algérie française par des dirigeants du Parti communiste français envoyés ou déportés à Alger, Joanny Berlioz, François Billoux, Florimond Bonte, Étienne Fajon et André Marty et consacre une pagination importante à l'actualité internationale. Le fondateur officiel est Florimond Bonte, signataire avec Arthur Ramette d'une lettre écrite au nom du groupe ouvrier et paysan français, demandant que la Chambre examine des offres de paix de l'URSS, puis condamné le 3 avril 1940 par le 3e tribunal militaire de Paris à 5 ans de prison, 5 000 francs d'amende et 5 ans de privation de ses droits civils et politiques. Transféré avec 26 autres du PCF au pénitencier de Maison-Carrée en Algérie, il est libéré après le débarquement allié en Afrique du Nord en 1943 et nommé délégué à l'Assemblée consultative provisoire par le Comité français de libération nationale.
En mai 1943, il est aussi rédacteur en chef du journal Liberté, considéré comme successeur du journal La Lutte sociale, et organe de la délégation du Comité central du PCF en Algérie. Le titre, censuré après des batailles avec les autorités, est le point de départ de France nouvelle. Jean Cristofol est directeur-gérant, avant de partir en décembre 1943 pour Marseille, dont il sera élu maire peu après la Libération. En prévision de la reparution de titres en métropole, Bonte se voit confier l'ensemble de l'appareil éditorial des communistes, sous le contrôle d'André Marty et d'Étienne Fajon, futur directeur de L'Humanité.
À la Libération, France nouvelle stoppe sa parution pendant plus d'un an avant de recommencer à être publié le 24 novembre 1945. Il prend alors comme sous-titre « organe central du parti communiste français », qui complète L'Humanité par des textes longs d'approfondissement, des discours ou documents officiels. Il réunit au tout début des années 1950 les signatures de Florimond Bonte, qui est au même moment rédacteur en chef de L'Humanité, mais aussi d'André Marty, Laurent Casanova, Francis Cohen, Auguste Lecœur, François Billoux, ou encore Annie Besse. Florimond Bonte, grand spécialiste de la politique étrangère du PCF et admirateur inconditionnel de Staline qu’il qualifiait dans France nouvelle du 11 octobre 1952 de « grand maître incontesté de la Science, génial architecte de la société nouvelle ». Sa maquette s'inspire d'un autre hebdomadaire communiste fondé pendant la guerre, Action (hebdomadaire), avec lui aussi un dessin politique en première page chaque semaine et dont le directeur et le rédacteur en chef.

### Le virage éditorial de 1952-1954
Sur les questions internationales, le journal se retrouve rapidement en concurrence avec un autre hebdo du PCF Démocratie nouvelle, créé en janvier 1947 par le numéro deux du Parti communiste Jacques Duclos et qui recrute en 1951 un journaliste expérimenté, Paul Noirot, ancien de  l'Agence France-Presse. 
En 1952, l'année de la disparition du concurrent Action, la couverture de la politique étrangère dans la pagination du journal commence à être réduit significativement, pour tomber sous les 30 % en 1955. En février 1954, au moment de l'éviction d'Auguste Lecoeur de la direction du PCF au mois de mars, un des contributeurs importants du journal, son directeur Florimond Bonte est évincé de la section de politique extérieure du PCF, qui accueillera en 1955 un nouveau responsable, Raymond Guyot, à la place Maurice Kriegel Valrimont de la couverture de la politique étrangère. Puis à partir de l'été 1954, la direction du PCF se déclare insatisfaite du contenu du journal et décide de diminuer encore l'importance de la couverture de la politique étrangère. Une première réunion marque ce virage le 28 juillet 1954. François Billoux, très proche de Maurice Thorez vient d'alors d'entrer au secrétariat du PCF. Une autre réunion au mois d'août estime qu'il faut changer l'éditorial et la fonction du journal même s'il est décidé de conserver Florimond Bonte à la direction. 
Finalement, lors de la déstalinisation réclamée par le Rapport Khrouchtchev en février 1956, dévoilée dans les mois qui suivent, les prises de position très favorable à cette évolution de Florimond Bonte lui font perdre son poste de directeur en novembre 1956. François Billoux devient alors le directeur du journal sur une ligne rédactionnelle marquée par l'anti-américanisme et le critique l'action du Colonel Nasser en Égypte, accusé d'être au service des États-Unis et de la guerre froide.

### L'investissement contre la Guerre d'Algérie
France nouvelle s'investit contre la Guerre d'Algérie, dans le sillage de l'action contre les guerres coloniale menée très tôt par Raymond Guyot, qui dirige depuis 1950 une petite équipe à l'écoute des échos des casernes pour publier un journal de quatre pages Soldat de France et le 25 mai 1955 propose une loi interdisant « en temps de paix l'envoi de jeunes du contingent sur des territoires où se déroulent des opérations militaires », mais sans pouvoir empêcher Edgar Faure, successeur de Pierre Mendès-France, renversé le 5 février, de lancer le rappel des jeunes soldats. François Guyot joue alors un rôle important dans les manifestations contre le départ des soldats rappelés au Maroc ou en Algérie comme la grande mutinerie de la caserne Richepanse à Rouen en octobre 1955, racontée par un grand article dans France nouvelle. En octobre 1955, des soldats de la caserne Richepanse se révoltent contre leur envoi en Algérie,,,,, qui cause des dizaines de blessés parmi les manifestants,. Le PCF a voté les pleins pouvoirs au président du conseil Guy Mollet peu après on intronisation début 1956 mais dès le début du mois de mai, François Billoux présente au Comité central du PCF une liste de dizaines de manifestations de jeunes contre la guerre et en décembre 1956, Raymond Guyot puis les dirigeants du PCF soutiennent publiquement l’initiative personnelle du jeune communiste Alban Liechti de refuser de servir en Algérie avec l'idée que d'autres jeunes communistes suivent son exemple. Son fils Piere refusera par exemple d'être incorporé.

### Ouverture sur le monde arabe avec Charles Haroche
France nouvelle compte parmi ses signatures les plus prestigieuses, le premier journaliste marocain admis dans la presse d'expression française, Charles Haroche, proche de Louis Aragon, qui l'avait soutenu pour devenir membre de la section de politique exérieure du PCF depuis 1947, et intégrer son quotidien Ce soir, en faillite en février 1953. En avril 1953, lors du complot des blouses blanches, Charles Haroche a déjà intégré  France nouvelle comme rédacteur diplomatique et reprend mot pour mot la propagande officielle soviétique y compris lorsque l'accusation semble se dégonfler. Journaliste pendant trente-trois ans à France nouvelle,  Charles Haroche a en 1956 accepté d'écrire une critique favorable dans le journal, au moment où toute la critique avait mal accueilli le roman d'Aragon Le rendez-vous des étrangers, première étape vers l'écriture publié du célèbre recueil de poèmes publié en 1963, Le Fou d'Elsa. Dans la foulée, il est utilisé comme documentaliste pour Aragon, notamment pendant la phase préparatoire à ce projet de roman qui s'épanouira dans la durée, avec pour contexte dramatique la société andalouse de en 1490-1492, mêlant musulmans et juifs acquis au rationalisme lors la chute de Grenade, coïncidant avec la découverte de l'Amérique. Lors du rappel du contingent en Algérie au printemps 1956, Aragon souhaitait découvrir le point de vue des Maures,, via les recherches permises par l'érudition et le carnet d'adresses de Charles Haroche.

### L'arrivée de Maurice Kriegel-Valrimont
Cette ligne anticoloniale de  France nouvelle se renforce après les législatives de 1958. Maurice Kriegel-Valrimont, qui avait été directeur de Action et qui a perdu son siège de député, est nommé rédacteur en chef de France nouvelle. Le journal a perdu des lecteurs, de l'argent et souffre de la « langue de bois ». 
Maurice Kriegel-Valrimont s'en ouvre à Maurice Thorez qui lui répond que ces pertes sont peu importantes et que « celui qui a payé la musique donne le ton ». Maurice Kriegel-Valrimont augmente le prix du journal et parvient à faire croitre aussi la diffusion. Le journal mène des campagnes contre la torture en Algérie recrute comme adjoint Laurent Salini, ancien journaliste de Rouge-Midi, La Marseillaise puis rédacteur en chef du journal corse, Le Patriote en 1945. Maurice Kriegel-Valrimont a bien connu Laurent Salini à l'Union française de l'information, l'agence de presse du PCF pour ses journaux de province, car ce dernier en avait été le rédacteur en chef à partir de 1954. Après son départ pour  France nouvelle en 1958, il y sera remplacé par Gilbert Souchal, qui après Mai 68 rejoindra Paul Noirot, fondateur de Politique hebdo. Malgré son lien en 1959-60, avec Marcel Servin et à Laurent Casanova, oppositionnels à la ligne « stalinienne » de Maurice Thorez sur la Guerre d'Algérie, Laurent Salini, auteur du livre Le Mai des prolétaires, deviendra ensuite chef du service politique et social de 1960 de L'Humanité jusqu’en 1978, les journalistes de France nouvelle constatant alors que leur titre confirme une liberté de ton jalousée dans l'autre journal communiste.
Le 17 avril 1958, le journal est à l'honneur quand le secrétariat du PCF se rallie à l'idée de publier des extraits du rapport présenté par Jacques Duclos, à un meeting du Secours populaire. Le PCF en effet demande à Raymond Guyot s'il peut préparer une étude historique dans France nouvelle rappelant la lutte du mouvement ouvrier contre la Guerre d'Algérie .

### Les années d'après Kriegel-Valrimont
Le célèbre rédacteur en chef du journal est ensuite emporté par les prémices de l affaire Servin-Casanova. Alors que la direction du PCF se divise au sujet du rapport Khrouchtchev dénonçant les crimes du stalinisme et le culte de la personnalité, Maurice Kriegel, aux côtés de Laurent Casanova et de Marcel Servin, appuie la déstalinisation.  
Pendant quelques mois, le PCF semble hésiter, mais Thorez l'emporte  et prend prétexte de son refus d'affirmer que De Gaulle est aligné sur l'impérialisme américain. Avec Servin et Casanova, il est accusé officieusement de « khrouchtchévisme »), et définitivement exclu de la direction du parti en mai 1961, à l'occasion du XVIe Congrès du PCF, au cours de l'« affaire Servin-Casanova ».
Plus tard, le journal  reste consacré à l’actualité politique et relativement fidèle à sa ligne éditoriale communiste mais se diversifie par des rubriques sur la télévision, le théâtre, le cinéma, et la littérature mais aussi un retour à la couverture de l'international sur un mode plus poussé. Ainsi, Georges Fournial, ex-rédacteur en chef de l'Union française de l'information, devenu responsable du secteur Amérique latine et Caraïbes au PCF, écrira sur ce sujet de nombreux articles dans France nouvelle, de février 1970 à février 1975.
À l’automne 1972, le journal est dirigé par Francette Lazard, membre du comité central du PCF et confie à Gérard Belloin la responsabilité de la rubrique culturelle. Ce journaliste ouvrit largement les colonnes du titre à la psychanalyse, puis au débat interne sur la conception de la presse communiste en décembre 1978, lors d'une rencontre à Vitry-sur-Seine entre les dirigeants du PCF et 400 « intellectuels ». Sa démission en février 1979 a précédé de peu la disparition du journal. Au même moment, des désaccords de Laurent Salini avec la direction de L'Humanité sont à l'origine de son départ à la retraite anticipé.
Peu après, Révolution est créé par le Parti communiste français, toujours destiné aux intellectuels, avec le Marseillais Guy Hermier comme directeur, qui remplace à la fois France nouvelle et La Nouvelle Critique, mensuel culturel du PCF créé à la fin des années 1950 en pleine Guerre froide. Révolution disparait en 1995 et fait place à Regards, ancien titre de la presse communiste des années 1930 et 1950, relancé par Henri Malberg qui succède à Jean-Paul Jouary.